# Show! Eum-ak jungsim
Show! Eum-ak jungsim (쇼! 음악중심, anche conosciuto come Show! Music Core) è un programma televisivo musicale sudcoreano trasmesso da MBC TV live ogni sabato pomeriggio alle 15:30 dal 2005. Il programma presenta alcune performance live dei cantanti locali più famosi del momento.

## Storia
Show! Eum-ak jungsim iniziò a essere trasmesso il 29 ottobre 2005, ultimo di una serie di programmi musicali simili in onda sulla stessa rete dal 1989. La formula iniziale prevedeva delle classifiche dei brani, che furono poi abolite il 7 gennaio 2006, data dalla quale il programma andò in onda senza conferire nessun tipo di premio. Dal 2007 al 2008 fu inserito un segmento nel quale si classificava la popolarità delle canzoni scaricate per i cellulari e dai siti di musica online. L'11 marzo 2013 la rete annunciò il ritorno delle classifiche: la modifica divenne effettiva dalla puntata del 20 aprile 2013, quando si cominciò a conferire un premio alla canzone arrivata al primo posto tra le nominate della settimana. Successivamente le classifiche furono nuovamente abolite a partire dalla puntata del 21 novembre 2015, per poi essere reinserite il 22 aprile 2017 con il ritorno del premio per il primo classificato.

## Sistema di classifica
Show! Eum-ak jungsim ha re-introdotto la classifica il 20 aprile 2013, determinando i vincitori del primo posto secondo i criteri della tabella sottostante. L'asterisco indica i criteri validi solo per i candidati al primo posto; questi ultimi, a partire dall'8 giugno 2013, sono diminuiti da quattro a tre.
| Periodo                              | Criteri di valutazione | Criteri di valutazione     | Criteri di valutazione | Criteri di valutazione             | Criteri di valutazione                                           |
| Periodo                              | Diretta                | Vendite digitali           | Vendite fisiche        | Visualizzazioni del video musicale | Voti                                                             |
| ------------------------------------ | ---------------------- | -------------------------- | ---------------------- | ---------------------------------- | ---------------------------------------------------------------- |
| 20 – 27 aprile 2013                  | N.D.                   | 30%                        | 10%                    | 15%                                | 45% (20% commissione+ 25% voti in diretta)                       |
| 4 maggio – 1º giugno 2013            | N.D.                   | 50%                        | 10%                    | 10%                                | 30% (10% commissione + 20% voti in diretta)                      |
| 8 giugno 2013 – 14 giugno 2014       | N.D.                   | 60%                        | 10%                    | 10%                                | 20% (10% commissione + 10% voti in diretta)                      |
| 21 giugno 2014 – 14 novembre 2015    | N.D.                   | 50%                        | 10%                    | 10%                                | 30% (15% commissione + 15% voti in diretta)                      |
| 22 aprile 2017 – 17 agosto 2019      | 5% (MBC Radio)         | 50%                        | 10%                    | 10%                                | 25% (10% commissione + 15% voti in diretta)                      |
| 24 agosto 2019 – 14 marzo 2020       | 5% (MBC Radio)         | 60% (50% Gaon + 10% Vibe*) | 10%                    | 10%                                | 25% (10% commissione + 15% voti in diretta)                      |
| 25 luglio 2020 – 19 settembre 2020   | 5% (MBC Radio)         | 50%                        | 10%                    | 10%                                | 35% (10% commissione + 10% pre-votazioni* + 15% voti in diretta) |
| 26 settembre 2020 – 20 febbraio 2021 | 5% (MBC Radio)         | 60% (50% Gaon + 10% FLO*)  | 10%                    | 10%                                | 35% (10% commissione + 10% pre-votazioni* + 15% voti in diretta) |
| 27 febbraio 2021 – 8 maggio 2021     | 10% (MBC TV + Radio)   | 60% (50% Gaon + 10% FLO*)  | 10%                    | 15%                                | 25% (5% commissione + 10% pre-votazioni + 10% voti in diretta)   |
| 8 maggio 2021 – 29 maggio 2021       | 10% (MBC TV + Radio)   | 50%                        | 10%                    | 10%                                | 25% (5% commissione + 10% pre-votazioni + 10% voti in diretta)   |
| 5 giugno 2021 – presente             | 10% (MBC TV + Radio)   | 50%                        | 10%                    | 10%                                | 20% (5% commissione + 5% pre-votazioni + 10% voti in diretta)    |

## Quintupla corona
Dal 27 febbraio 2021 il programma nomina la "quintupla corona", cioè la canzone che ha ricevuto il primo posto cinque volte consecutivamente: esse vengono quindi rimosse dalla classifica e non possono più vincere.
| Artista  | Canzone         | Vittoria                                                      |
| 2021     | 2021            | 2021                                                          |
| -------- | --------------- | ------------------------------------------------------------- |
| BTS      | Butter          | 29 maggio, 5 giugno, 12 giugno, 19 giugno, 26 giugno          |
| IU       | Strawberry Moon | 30 ottobre, 20 novembre, 27 novembre, 4 dicembre, 11 dicembre |
| 2023     |                 |                                                               |
| (G)I-dle | Queencard       | 27 maggio, 3 giugno, 10 giugno, 24 giugno, 1º luglio          |